# Fantastic Birthday
Fantastic Birthday (Girl Asleep) est un film australien réalisé par Rosemary Myers, sorti en 2017, adapté de la pièce de théâtre écrite par Matthew Whittet, par ailleurs scénariste du film.

## Synopsis
A la fin des années 1970, Greta Driscoll, une adolescente timide et mal à l'aise en société, se retrouve contre son gré à fêter son quinzième anniversaire en grande pompe. Nouvelle dans son collège, elle n'a qu'un seul ami, Elliott, et sa mère souhaiterait qu'elle rencontre du monde. Le grand soir, après avoir été humiliée par des camarades, elle se retrouve projetée dans un univers fantaisiste et absurde où elle devra affronter ses peurs pour espérer aller de l'avant.

## Fiche technique
- Titre : Fantastic Birthday
- Titre original : Girl Asleep
- Réalisation : Rosemary Myers
- Production : Jo Dyer
- Pays :  Australie
- Durée : 80 minutes
- Date de sortie : 
  - France : 22 mars 2017

## Distribution
- Bethany Whitmore : Greta
- Harrison Feldman : Elliott
- Amber McMahon : Janet / Frozen Woman
- Matthew Whittet : Conrad / Abject Man
- Eamon Farren : Adam / Benoit Tremet
- Tilda Cobham-Hervey : Huldra
- Danielle Catanzariti : Denise Mackel
- Imogen Archer : Genevieve